# Trinidad och Tobago i olympiska sommarspelen 1996
Trinidad och Tobago deltog i de olympiska sommarspelen 1996 med en trupp bestående av 12 deltagare, men ingen av landets deltagare erövrade någon medalj.

## Badminton
Damsingel
- Debra O'Connor

## Bordtennis
Herrsingel
- Dexter St. Louis

## Boxning
Lätt mellanvikt
- Kurt Sinette
  - Första omgången — Förlorade mot Yared Wolde (Etiopien), 10-11

## Friidrott
Herrarnas 100 meter
- Ato Boldon

Herrarnas 200 meter
- Ato Boldon
- Neil de Silva

Herrarnas 400 meter
- Neil de Silva
- Robert Guy

Herrarnas spjutkastning
- Kirt Thompson

Herrarnas längdhopp
- Wendell Williams

Herrarnas maraton
- Ronnie Holassie — 2:27.20 (→ 75:e plats)

Damernas höjdhopp
- Natasha Alleyne
  - Kval — 1.85m (→ gick inte vidare)

Damernas tresteg
- Natasha Alleyne